# Ondřej Mastný
Ondřej Mastný (sinh ngày 8 tháng 3 năm 2002) là một cầu thủ bóng đá người Cộng hòa Séc hiện tại đang thi đấu ở vị trí thủ môn cho câu lạc bộ Vysočina Jihlava tại Giải bóng đá hạng nhất quốc gia Séc.

## Sự nghiệp thi đấu
Năm 2018, Mastný gia nhập lò đào tạo trẻ Manchester United.
Mastný được bắt chính trong trận đấu thuộc khuôn khổ EFL Trophy gặp Rochdale vào ngày 29 tháng 9 năm 2020. Anh giữ sạch lưới trong cả trận và giúp đội giành chiến thắng trong loạt sút luân lưu.
Ngày 30 tháng 1 năm 2023, anh được đem cho mượn tại câu lạc bộ Portadown cho đến tháng 6 năm 2023.

## Thống kê sự nghiệp
Tính đến 30 tháng 1 năm 2023
| Câu lạc bộ             | Mùa giải            | Giải đấu                          | Giải đấu | Giải đấu | Cúp quốc gia | Cúp quốc gia | Cúp  | Cúp | Châu lục | Châu lục | Khác | Khác | Tổng cộng | Tổng cộng |
| Câu lạc bộ             | Mùa giải            | Hạng                              | Trận     | Bàn      | Trận         | Bàn          | Trận | Bàn | Trận     | Bàn      | Trận | Bàn  | Trận      | Bàn       |
| ---------------------- | ------------------- | --------------------------------- | -------- | -------- | ------------ | ------------ | ---- | --- | -------- | -------- | ---- | ---- | --------- | --------- |
| U-21 Manchester United | 2020–21             | —                                 | —        | —        | —            | —            | —    | —   | —        | —        | 1    | 0    | 1         | 0         |
| U-21 Manchester United | 2021–22             | —                                 | —        | —        | —            | —            | —    | —   | —        | —        | 0    | 0    | 0         | 0         |
| U-21 Manchester United | 2022–23             | —                                 | —        | —        | —            | —            | —    | —   | —        | —        | 0    | 0    | 0         | 0         |
| U-21 Manchester United | Tổng cộng           | Tổng cộng                         | —        | —        | —            | —            | —    | —   | —        | —        | 1    | 0    | 1         | 0         |
| Portadown (mượn)       | 2022–23             | Giải vô địch quốc gia Bắc Ireland | 0        | 0        | 0            | 0            | —    | —   | —        | —        | —    | —    | 0         | 0         |
| Tổng cộng sự nghiệp    | Tổng cộng sự nghiệp | Tổng cộng sự nghiệp               | 0        | 0        | 0            | 0            | 0    | 0   | 0        | 0        | 1    | 0    | 1         | 0         |

1. ↑  Bao gồm FA Cup và Cúp Bóng đá Ireland
2. ↑  Bao gồm EFL Cup và NIFL Cup
3. ↑  Góp mặt tại EFL Trophy